# Libe Arruabarrena
Libe Arruabarrena Gaztañazpi (Orio, 10 de octubre de 2006) es una jugadora española de balonmano española que actúa como pivote en el Replasa Beti-Onak de la Liga Guerreras Iberdrola y en las categorías inferiores de la selección española, con la que se proclamó campeona del mundo juvenil en 2024.

## Trayectoria
Arruabarrena se formó en el club guipuzcoano Orio Eragin Eskubaloia, con el que despuntó en categorías base hasta recibir su primera llamada de la selección en 2022.
En mayo de 2024 firmó por el Replasa Beti-Onak, con el que debutó en la Liga Guerreras Iberdrola 2024-25 contra el motivemarket.com Gijón el 14 de septiembre de 2024.

### Clubes
Pivote de gran potencia física (1,73 m), destaca por su capacidad para generar espacios y fijar defensas. En su primera campaña profesional se consolidó en la rotación navarra y participó en la Copa de la Reina 2025 que le dio acceso al equipo navarro a las competiciones europeas.

#### Trayectoria de clubes
- 2021 – 2024:  Orio Eragin Eskubaloia
- 2024 – Act.:  Replasa Beti-Onak

### Selección
Con las Guerreras juveniles fue pieza clave para conquistar el Mundial sub-18 de China 2024, donde España logró su primer oro en la categoría. Un año después, se colgó la plata en el Europeo júnior de Podgorica 2025, tras caer en la final ante Alemania con las Guerreras Júnior.

## Premios y títulos

### Con la selección
- 1 x Medalla de oro en el Campeonato del Mundo Juvenil (2024)[9]
- 1 x Medalla de plata en el Campeonato Europeo Júnior (2025)

## Vida personal
Natural de Orio, compagina el balonmano con sus estudios de Bachillerato. Es habitual que participe en actividades de promoción del deporte femenino en centros escolares de Guípuzcoa.